# Штейнберг, Исаак Захарович
Исаа́к Заха́рович (Зерахович) Ште́йнберг (идиш יצחק נחמן שטײנבערג‎, в еврейских публикациях — И́цхок-На́хмен Ште́йнберг; 13 июля 1888, Динабург — 2 января 1957, Нью-Йорк) — народный комиссар юстиции РСФСР с декабря 1917 по март 1918, член партии левых эсеров, литератор на идише. Старший брат А. З. Штейнберга.

## Биография
Родился в семье купца Зераха Штейнберга и его жены Хьены Эльяшевой (дочь ковенского раввина, сестра еврейского литературного критика Исроэла Бал-Махшовеса בעל-מחשבות). Двоюродный брат русского поэта, режиссёра еврейской сцены в Берлине Николая Эльяшова. Учился в хедере, Перновской гимназии.
Обучался в Московском университете, с 1905 года в революционном движении, в 1906 году присоединился к эсерам. Был в 1908 году арестован и выслан в Тобольскую губернию на 2 года. После ссылки уехал в Германию, окончил Гейдельбергский университет и защитил магистерскую диссертацию. После возвращения в Россию занимался адвокатской деятельностью и журналистикой. Во время Первой мировой войны вёл антивоенную и революционную работу, арестован в 1915 году и сослан в Уфимскую губернию.
В 1917 году работал адвокатом в Уфе, где руководил клубом левых эсеров Уфимской губернии. Избирался гласным городской думы, был членом исполкома Уфимского Совета рабочих и солдат и Всероссийского Совета крестьянских депутатов; участник Демократического совещания в Петрограде; член Временного Совета Российской Республики (Предпарламент) (сентябрь-декабрь) 1917.
26 октября 1917 года осудил восстание в Петрограде, однако вошёл в состав Уфимского губревкома комиссаром земледелия. Был избран депутатом Учредительного собрания по списку эсеров от Уфимской губернии. Был членом ЦК партии левых эсеров.
С 10 декабря 1917 года по март 1918 года был наркомом юстиции в СНК РСФСР. Помимо общего руководства Наркомюстом заведовал отделом личного состава и управлением тюрем, являлся редактором отделения уголовного судопроизводства. 18 декабря 1917 года по ордеру Дзержинского были арестованы некоторые члены Учредительного собрания (как участники «Союза защиты Учредительного собрания»), но И. З. Штейнберг освободил их. 19 декабря 1917 подписал «Инструкцию» ревтрибуналу о прекращении систематических репрессий против лиц, учреждений и печати и направил соответствующую телеграмму Советам всех уровней. В декабре 1917 — январе 1918 гг. Совнарком несколько раз рассматривал претензии Штейнберга в адрес ВЧК. 31 декабря 1917 г. СНК по его инициативе принял решение разграничивать функции ВЧК и Следственной комиссии при Петросовете.
После скандала, вызванного убийством в ночь с 6 на 7 января 1918 года А. И. Шингарева и Ф. Ф. Кокошкина, 7 января Совнарком, заслушав доклад Штейнберга, поручил НКЮ «в кратчайший срок проверить основательность содержания в тюрьмах политических заключенных… всех же, кому в течение 48 часов не может быть предъявлено обвинений, освободить».
Согласно постановлению советского правительства Штейнберг определял суммы, которые должны были оплачивать как залог заключенные в «Крестах» перед освобождением по состоянии здоровия, о чём хлопотал тюремный врач Иван Манухин:

«Комиссаром юстиции был тогда левый с.-р. И. З. Штейнберг. Мягкий, отзывчивый человек, он как представитель новой власти был связан постановлением большевистского большинства и, согласно этому постановлению, требовал, чтобы каждый заключенный за свое освобождение на поруки уплачивал известную сумму. Размеры взноса колебались в зависимости от представления комиссара о степени „буржуйности“ данного лица. Приходилось торговаться. Родственники очередного заключенного находились обычно в приемной и тут же выплачивали сумму, которую удавалось для них выторговать. Дешевле всех И. З. Штейнберг оценил Н. М. Кишкина — 3000 рублей, но и этих денег не оказалось и выкупать его пришлось Политическому Красному Кресту. <…> Получив от Штейнберга документ об освобождении, обычно я сам выводил заключенного из „Крестов“. <…> причем я каждому говорил одно и то же: „Немедленно уезжайте из Петрограда“. Из моих пациентов в „Крестах“ один В. Л. Бурцев наотрез отказался выйти из тюрьмы на мои поруки. Его мужество старого революционера, которого тюрьма не страшит нисколько, и его преданность революционной деятельности, которой он отдал всю жизнь, по-видимому, устыдили новых властителей, и мне удалось добиться того, что его отпустили на все четыре стороны без порук»
11 января по его предложению СНК постановил расследовать деятельность членов коллегии Наркомюста, большевиков М. Ю. Козловского и П. А. Красикова, обвиненных Штейнбергом в противозаконной деятельности. 18 февраля 1918 г. освободил из заключения В. Бурцева. В марте-апреле 1918 г. происходит конфронтация Штейнберга с Ф. Э. Дзержинским. 15 марта 1918 он вышел из состава СНК в знак протеста против заключения Брестского мира и 19 марта в составе Южной делегации ЦК ПЛСР(и) выехал в Курск для организации партизанских отрядов. Оттуда отправился на юг страны, посетил Харьков, Ростов-на-Дону и принял участие во Всеукраинском съезде Советов в Екатеринославе. Избран в Президиум Всеукраинского ЦК ПЛСР(и) от российских левых эсеров. Стал вместе с Б. Д. Камковым и В. А. Карелиным организатором Главного военного штаба левых эсеров в Таганроге. Весной 1918 года активно участвовал в работе II съезда ПЛСР(и). Выступил с речью, одобрив выход левых эсеров из СНК, и предупредил об опасности возникновения советской бюрократии.
Был арестован ВЧК 10 февраля 1919 года. Провел в заключении 4,5 месяца.
В 1923 году выехал за границу для работы в Венском Интернационале, после чего ВЦИК лишил его советского гражданства. Жил в Берлине. Вместе с А. Шрейдером основал издательство «Скифы». Состоял
членом фракции ПЛСР и ПСР (максималистов) Международного бюро Революционно-социалистических партий (Венский Интернационал).
Штейнберг упоминается в воспоминаниях писателя Романа Гуля: 

Теперь, из прекрасного далека времени, глядя на этих «скифов», надо сказать, что это были по-человечески хорошие, симпатичные люди (те, кого я знал — Шрейдер, Бакал, Лундберг), но политически, по своему «революционному романтизму» — какие-то несерьезные. Странно, что эта группа «скифов» состояла почти вся из евреев, которые по своему национальному характеру, я думаю, ни к какому «скифству» не расположены. Больше того, бывший наркомюст И. Штейнберг был ортодоксальный, религиозный еврей, соблюдавший все обряды иудаизма.

Штейнберг занимался литературной и журналистской деятельностью на идише под именем Ицхок-Нахмен Штейнберг. Был теоретиком территориализма и ответственным редактором журнала «Афн швэл» (На пороге) в Берлине.
В 1933 году, после прихода нацистов к власти в Германии, переехал в Лондон. В 1939—1943 жил в Австралии, где безуспешно пытался организовать еврейское поселение, затем переехал в США.
Умер в 1957 году в г. Нью-Йорке.
Сын — известный американский искусствовед Лео Штейнберг (Залман-Лейб Штейнберг, 1920—2011).
Дочь — переводчик Офиса военной информации США и ООН, радиокомментатор Ада Сигель (1918—1956).

## Идеи
Штейнберг выступал за создание общества, основанного на самоуправлении трудовых коллективов, его взгляды были близки к анархизму. Однако, Штейнберг полагал, что даже в безгосударственном обществе сохранятся «кристаллы власти», обусловленные психологическими и организационными причинами. Это отношения врача и пациента, учителя и ученика, опытного специалиста и новичка. Указанные иерархии не обязательно будут формальными.
Вполне возможно, что они, или многие из них, будут иметь характер неформального господства, личного доминирования. Даже если эти иерархии строятся на полностью добровольных началах, они чреваты превращением в новые пирамиды власти. Штейнберг сравнивает свободное общество с раствором, в которой плавают маленькие кристаллы твердого вещества. Чтобы жидкость не кристаллизовалась целиком, её необходимо постоянно перемешивать и удалять очаги кристаллизации. Каждый такой случай следует рассматривать отдельно, и следить за тем, что он не сделался причиной появления новых, устойчивых иерархий. Если не следить за этим процессом, то общество, объявившее окончательную победу «анархии», может, само того не заметив, превратиться в диктатуру. Поэтому Штейнберг говорил о создании безгосударственной федерации, постоянно борющейся с подобной «кристаллизацией».
Пример возможной борьбы — рассредоточение функций управления. Штейнберг писал о возможных негативных последствиях сосредоточении власти в руках избранных органов народного самоуправления — советов, сторонником которых он являлся. Советы находятся в постоянной связи с собраниями избирателей, компактные коллективы которых определяют ключевые направления работы советов и следят за исполнением своих наказов. А в случае неисполнения наказов собраний, последние немедленно отзывают или заменяют делегатов. Но Штейнберг понимал, что низовые собрания, хотя и осуществляют верховную «власть» — все же не могут контролировать все до одного действия выборных органов, решающих конкретные вопросы повседневной жизни. Поэтому, полагал Штейнберг, важно разбить единый кулак власти советов, разделив управление обществом между политическими и экономическими советами. Первые, избранные от трудящихся определённых территорий и/или предприятий, сосредоточат в своих руках функции обороны и обеспечения порядка. Вторые, созданные выборными представителями производственных и потребительских ассоциаций трудящихся (синдикатов — союзов самоуправляемых предприятий и кооперативных союзов), станут управлять хозяйственной жизнью, решая, что, как и для кого производить. Различные ветви власти советов уравновесят друг друга, препятствуя злоупотреблениям.
Концепция Штейнберга стала ядром левоэсеровской доктрины.

## Сочинения
- Что такое "движение свободного права"? — М., 1914.
- Дневник социалиста-революционера. — Уфа, 1917.
- Почему мы против Брестского мира Архивная копия от 31 октября 2020 на Wayback Machine. — М., 1918.
- От февраля по октябрь 1917 г. Архивная копия от 31 октября 2020 на Wayback Machine (1920; написана в камере Бутырской тюрьмы)
- Нравственный лик революции. — Берлин, 1923.
- Als ich Volkskommissar war [Когда я был наркомом]. Episoden aus der Oktoberrevolution, München Piper & Co., 1929.
- Spiridonova: Revolutionary Terrorist. — London, 1935; биография Марии Спиридоновой.
- Australia: The Unpromised Land. — London, 1948
- In The Workshop of the Revolution, 1953.